# Philosophie britannique

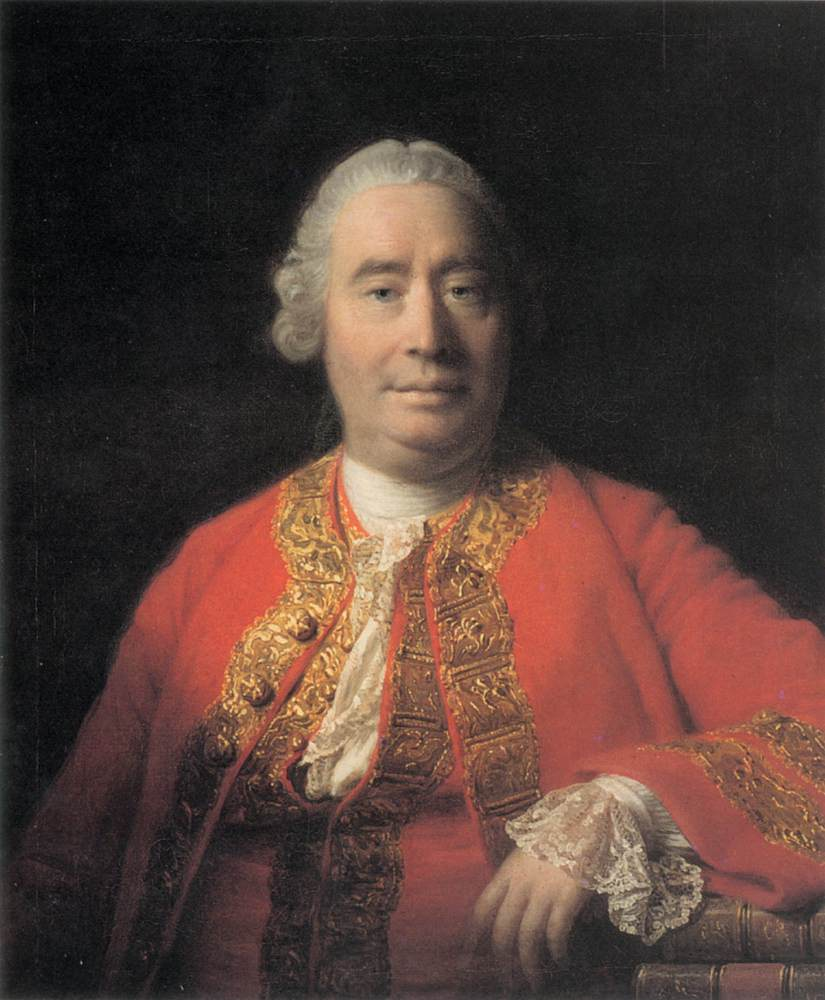
David Hume, philosophe écossais du XVIIIe siècle dont les écrits ont exercé une influence considérable dans l'histoire de la philosophie.

La philosophie britannique désigne la tradition philosophique des auteurs de l'Angleterre et du Royaume-Uni depuis Anselme de Cantorbéry au XIe siècle.

## Période médiévale

### Anselme de Cantorbéry

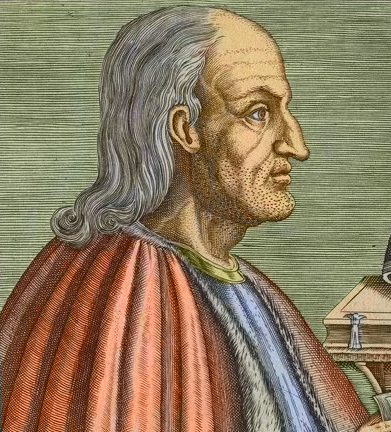
Portait coloré du XVIe siècle d'Anselme, archevêque de Cantorbéry.

Saint Anselme de Cantorbéry (c. 1033 – 1109) est un important philosophe et théologien de l'Église catholique qui exerce la fonction d'archevêque de Cantorbéry de 1093 à 1109. Anselme est connu comme l'auteur de l'argument ontologique de l'existence de Dieu et de la théorie de la satisfaction de l'expiation. Les œuvres d'Anselme sont considérées philosophiques ainsi que théologiques car elles cherchent à rendre compte comme système rationnels des principes chrétiens de la foi traditionnellement pris comme vérité révélée.

### Roger Bacon
Roger Bacon (c. 1214–1294), aussi appelé Doctor Mirabilis (latin : « professeur merveilleux »), est un philosophe anglais et frère franciscain qui met un accent considérable sur les méthodes empiriques. Il est parfois crédité comme l'un des premiers défenseurs européens de la méthode scientifique moderne. Il s'inspire des œuvres de Platon et Aristote par le biais des savants islamiques tels qu'Avicenne et Averroès,,.

### Jean Duns Scot
John Duns Scot (c. 1265 – 8 novembre 1308) est un important philosophe et théologien du Moyen Âge central, né vers 1265 à Duns dans le Berwickshire en Écosse. En 1291, il est ordonné prêtre à Northampton en Angleterre. Une note du Codex 66 du Merton College d'Oxford, rapporte que Scot « florissait à Cambridge, Oxford et Paris ». Mort à Cologne en 1308, il est enterré dans l'église des mineurs, l'église des franciscains (ou frères mineurs) à Cologne. Il est béatifié par le pape Jean-Paul II le 20 mars 1993.
Surnommé Doctor Subtilis (« docteur subtil »), il est bien connu pour le concept d'« univocité de l'être », la distinction formelle et l'idée d'eccéité. L'univocité de l'être tient que l'existence est le concept le plus abstrait dont nous disposons et est applicable à tout ce qui existe. La distinction formelle est un moyen de distinguer entre les différents aspects de la même chose de telle sorte que la distinction est intermédiaire entre ce qui est purement conceptuel et ce qui est réel ou totalement indépendant de l'esprit. L'eccéité (du latin haecceitas) est la notion qui désigne les qualités, propriétés ou caractéristiques discrètes d'une chose qui en font une chose en particulier.

### Guillaume d'Ockham
Guillaume d'Ockham (c. 1288 – c. 1348) est un frère Franciscain et philosophe scolastique anglais. Il est peut-être plus connu pour son principe de parcimonie connu sous le nom « rasoir d'Ockham » qui énonce que « les entités ne doivent pas être multipliées au-delà du nécessaire » (entia non sunt multiplicanda praeter necessitatem). Cela signifie que l'idée ou la théorie la plus simple est généralement la bonne.

## Début de l'époque moderne

### Francis Bacon

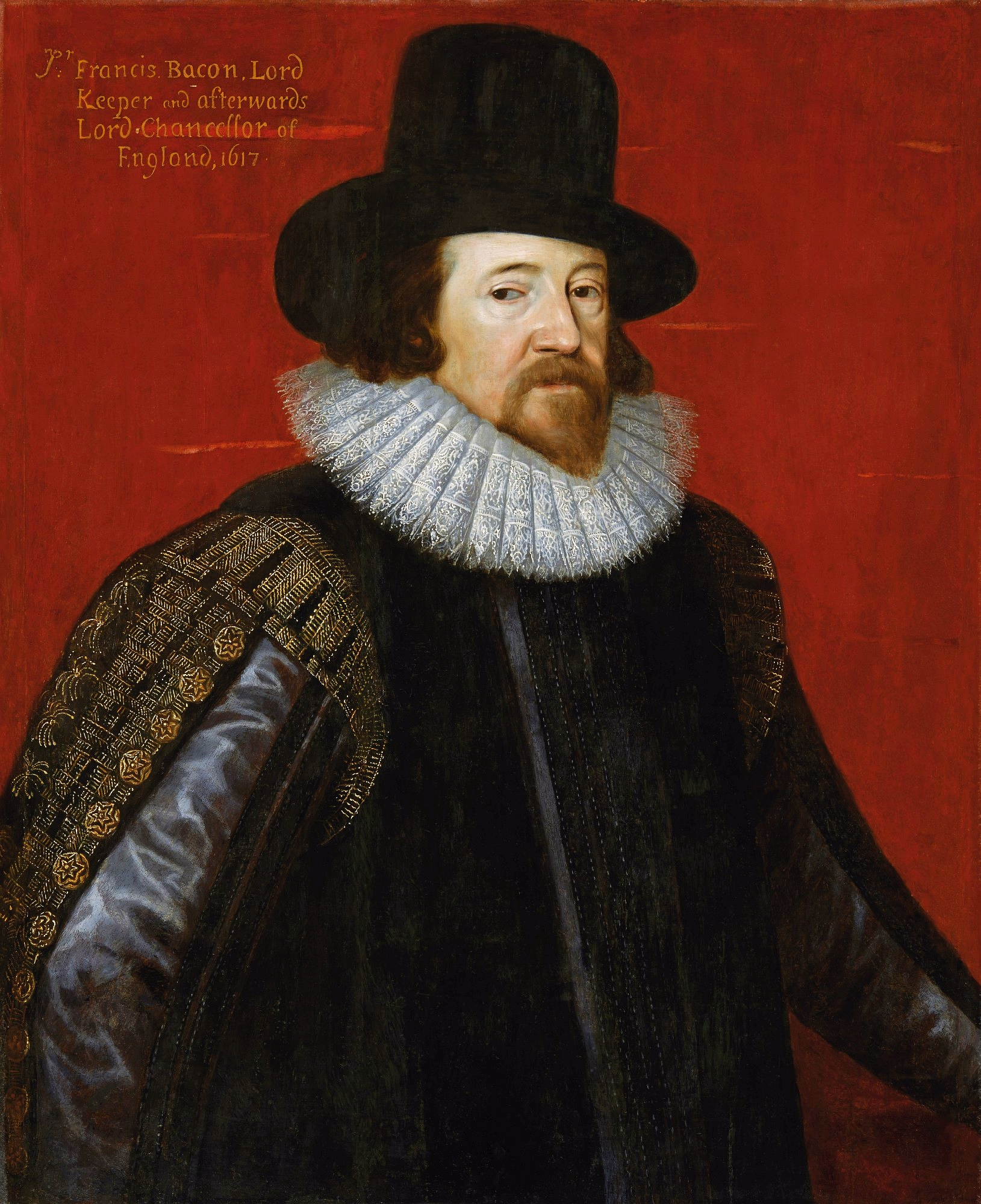
Francis Bacon

Francis Bacon (1561–1626) est un homme d'État, scientifique, avocat, juriste et auteur en plus d'être un philosophe anglais. Il meurt d'une pneumonie contractée en étudiant les effets de la congélation sur la conservation de la viande. Il a servi à la fois comme procureur général et lord chancelier d'Angleterre. Bien que sa carrière politique s'est terminée dans la disgrâce, il reste très influent à travers ses œuvres, en particulier en tant que défenseur philosophique et praticien de la méthode scientifique et pionnier de la révolution scientifique.
Bacon a été appelé le père de l'empirisme. Ses œuvres ont établi et popularisé les méthodes déductives pour l'enquête scientifique, souvent appelée méthode baconienne (en) ou simplement méthode scientifique. Son exigence d'une procédure planifiée d'enquête sur toutes les choses naturelles a marqué un nouveau tournant dans le cadre rhétorique et théorique de la science, dont une grande partie entoure encore aujourd'hui les conceptions de méthodologie adéquates. Son dévouement a probablement conduit à sa mort, ce qui l'intègre parmi le rare groupe historique de scientifiques tués par leurs propres expériences.

### Thomas Hobbes
Thomas Hobbes (1588–1679) est un philosophe anglais, connu aujourd'hui pour son travail en philosophie politique. Son ouvrage Leviathan paru en 1651 établit les fondements de l'essentiel de la philosophie politique occidentale dans la perspective de la théorie du contrat social.
Hobbes est un champion de l'absolutisme pour le souverain mais il développe également certains des principes fondamentaux de la pensée libérale européenne : le droit de l'individu, l'égalité naturelle de tous les hommes, le caractère artificiel de l'ordre politique (qui a plus tard conduit à la distinction entre la société civile et l'État), le point de vue que tout pouvoir politique légitime doit être « représentatif » et fondé sur le consentement du peuple et une interprétation libérale de la loi qui laisse les gens libres de faire ce que la loi n'interdit pas explicitement.
Hobbes a également contribué à un large éventail de domaines dont l'histoire, la géométrie, la physique des gaz, la théologie, l'éthique, la philosophie générale et la science politique. Son compte-rendu de la nature humaine comme coopération intéressée s'est avéré être une théorie durable dans le domaine de l'anthropologie philosophique. Il est l'un des principaux fondateurs du matérialisme philosophique.

### Le trio classique des empiristes britanniques
Les trois empiristes britanniques « classiques » du début de l'ère moderne sont John Locke, George Berkeley et David Hume. Le terme « empirisme britannique » se réfère à la tradition philosophique en Grande-Bretagne incarnée par ces penseurs (bien que cette tradition a eu des précurseurs remontant à Roger Bacon).

#### John Locke

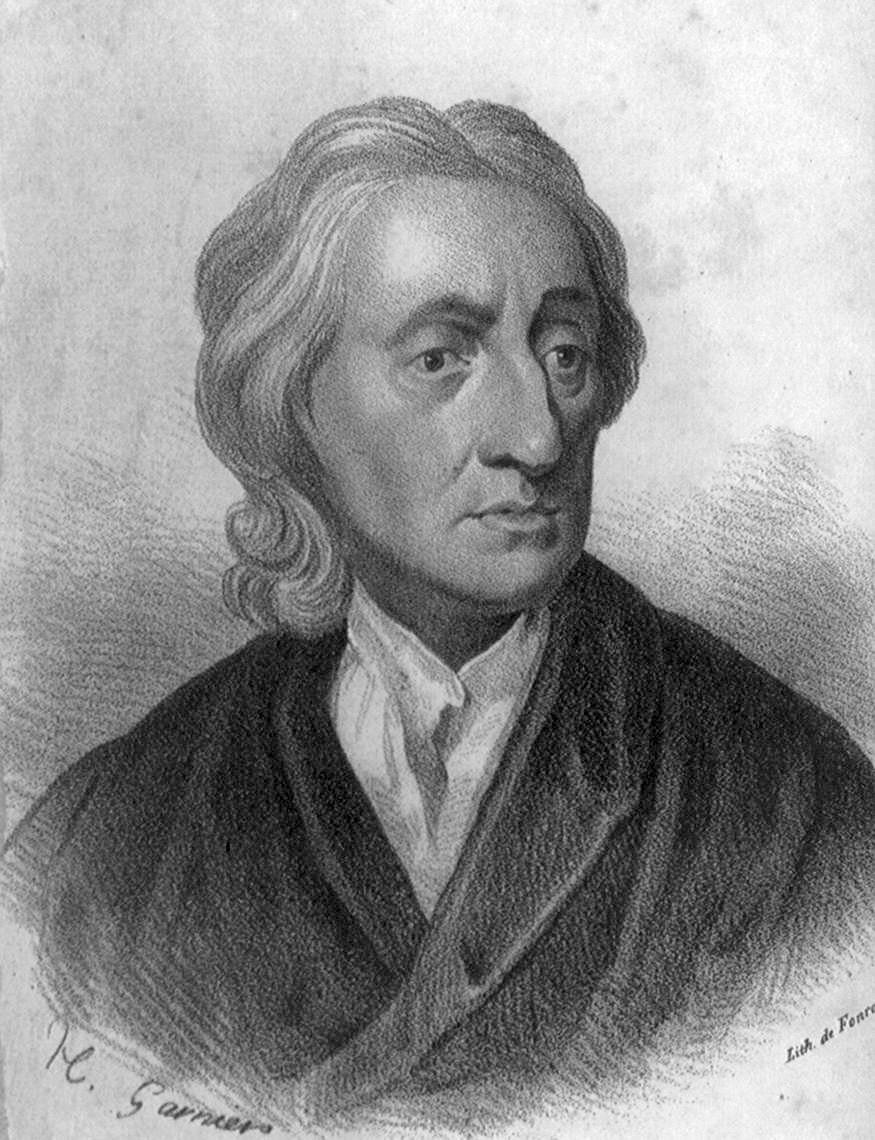
John Locke

John Locke (1632–1704) est un empiriste du début de la période de la philosophie moderne. En tant que tel (et contrairement à René Descartes), il estime que tous les objets de la compréhension sont des idées et que ces idées existent dans l'esprit. Un de ses objectifs dans son ouvrage Essai sur l'entendement humain est de retracer l'origine des idées. Il n'y a pas d'idées innées « estampillées dans l'esprit » dès la naissance et toute la connaissance est enracinée dans l'expérience. En outre, il existe aussi des « idées simples » et des « idées complexes ». Les idées simples entrent par les sens et elles sont simples et sans mélange. Les idées complexes sont des idées simples qui ont été combinées et liées ensemble en utilisant l'activité d'abstraction de l'esprit.
Locke est également responsable d'une première théorie de l'identité personnelle. Il pense que la persistance de notre personne d'un période à une autre ne consiste pas en ce que nous conservons la même âme ni le même corps, mais plutôt la même série de connexions psychologiques. Pour Locke, être une personne consiste à être un être pensant intelligent qui peut se connaître en tant que soi-même, la même chose pensante en des temps et lieux différents.

#### George Berkeley
George Berkeley (1685–1753) est un philosophe anglo-irlandais, évêque de Cloyne (en) de 1734 jusqu'à sa mort. C'est un empiriste, un immatérialiste et un idéaliste. Nombre de ses idées les plus importantes sont d'abord exposées dans les Principes de la connaissance humaine, ouvrage critique de la philosophie de John Locke. Berkeley est d'accord avec Locke qu'existe un monde extérieur qui cause les idées dans l'esprit mais Berkeley cherche également à prouver que le monde extérieur est composé uniquement d'idées. Berkeley pense que les idées que nous possédons ne peuvent ressembler à d'autres idées (objets non physiques) et donc que le monde extérieur ne consiste pas en sa forme physique mais plutôt en des idées. À ce monde ont été données la logique et la régularité par une autre force que Berkeley conclut être Dieu.
Berkeley est célèbre pour sa devise esse est percipi aut percipere, autrement dit « exister c'est être perçu ou percevoir ». Cela signifie qu'il n'y a pas d'autres choses que des idées et des esprits qui les abritent. Il n'existe pas de chose telle qu'une entité indépendante de l'esprit.

#### David Hume
David Hume (1711–1776) est un philosophe, économiste et historien écossais. Ses principaux ouvrages, Traité de la nature humaine (1739–1740), Enquête sur l'entendement humain (1748), Enquête sur les principes de la morale (en) (1751) et Dialogues sur la religion naturelle (1779) exercent toujours une grande influence. Ses idées relatives au libre arbitre et au déterminisme, au lien de causalité, à l'identité personnelle, à l'induction et à la moralité sont encore source de débats.
Hume examine de façon célèbre le problème de l'induction. Il fait valoir que le raisonnement par induction ne peut être rationnellement employé puisque, afin de justifier l'induction, on devra soit fournir un solide raisonnement déductif ou un fort argument inductif. Mais il n'y a pas d'argument solide pour déduire l'induction, et demander un argument inductif pour justifier l'induction consisterait à commettre une pétition de principe.
Le problème de causalité de Hume est lié à son problème de l'induction. Il estime qu'il n'y a pas d'accès empirique à la connexion supposée nécessaire entre cause et effet. En cherchant à justifier la croyance que A cause B, on pourrait souligner que, dans le passé, B a toujours suivi A de près tant dans l'espace que dans le temps. Mais le lien nécessaire spécial qui est censé être le lien de causalité ne nous est jamais donné dans l'expérience. Nous observons seulement une conjonction constante des événements, sans qu'il y ait une quelconque nécessité.
En matière d'identité personnelle, Hume est un théoricien du faisceau. Il énonce qu'il n'y a pas de soi robuste auquel adhèrent les propriétés. L'expérience nous montre seulement qu'il existe un faisceau de perceptions.

### Adam Smith
Adam Smith (1723–1790) est un philosophe moral écossais et un pionnier de l'économie politique. Il est l'auteur de la Théorie des sentiments moraux et des Recherches sur la nature et les causes de la richesse des nations. Ce dernier ouvrage, dont le titre est habituellement abrégé en La Richesse des nations, est considéré être son magnum opus et le premier ouvrage moderne d'économie. Smith est souvent cité comme le père de l'économie moderne.
Smith étudie la philosophie morale à l'université de Glasgow et à l'université d'Oxford. Après ses études, il livre avec succès une série de conférences publiques à Édimbourg, ce qui le conduit à collaborer avec David Hume au cours de la période des Lumières écossaises. Smith obtient un poste de professeur pour enseigner la philosophie morale à Glasgow et pendant ce temps il écrit et publie sa Théorie des sentiments moraux.

## XIXesiècle

### Jeremy Bentham
Jeremy Bentham (1748–1832) est bien connu pour avoir commencé la tradition de l'utilitarisme classique en Grande-Bretagne. L'utilitarisme est une théorie consequentialiste de l'éthique normative qui tient qu'un acte est moralement juste si et seulement si cet acte maximise le bonheur ou le plaisir. L'utilitarisme classique est dit hédoniste car il regarde le plaisir comme le seul bien intrinsèque et la douleur comme le seul mal intrinsèque.
L'utilitarianisme est décrit par Bentham comme « le principe du « plus grand bonheur » ou « plus grande félicité » ». L'utilitarisme de Bentham est connu pour poser que le calcul félicifique doit être utilisé pour déterminer la justesse et la fausseté des actes. Ce calcul le fait en mesurant la quantité de douleur et de plaisir pour les différents actes. Bentham pense que plaisir et douleur peuvent être décomposés en unités distinctes appelées hedons et dolors.

### John Stuart Mill

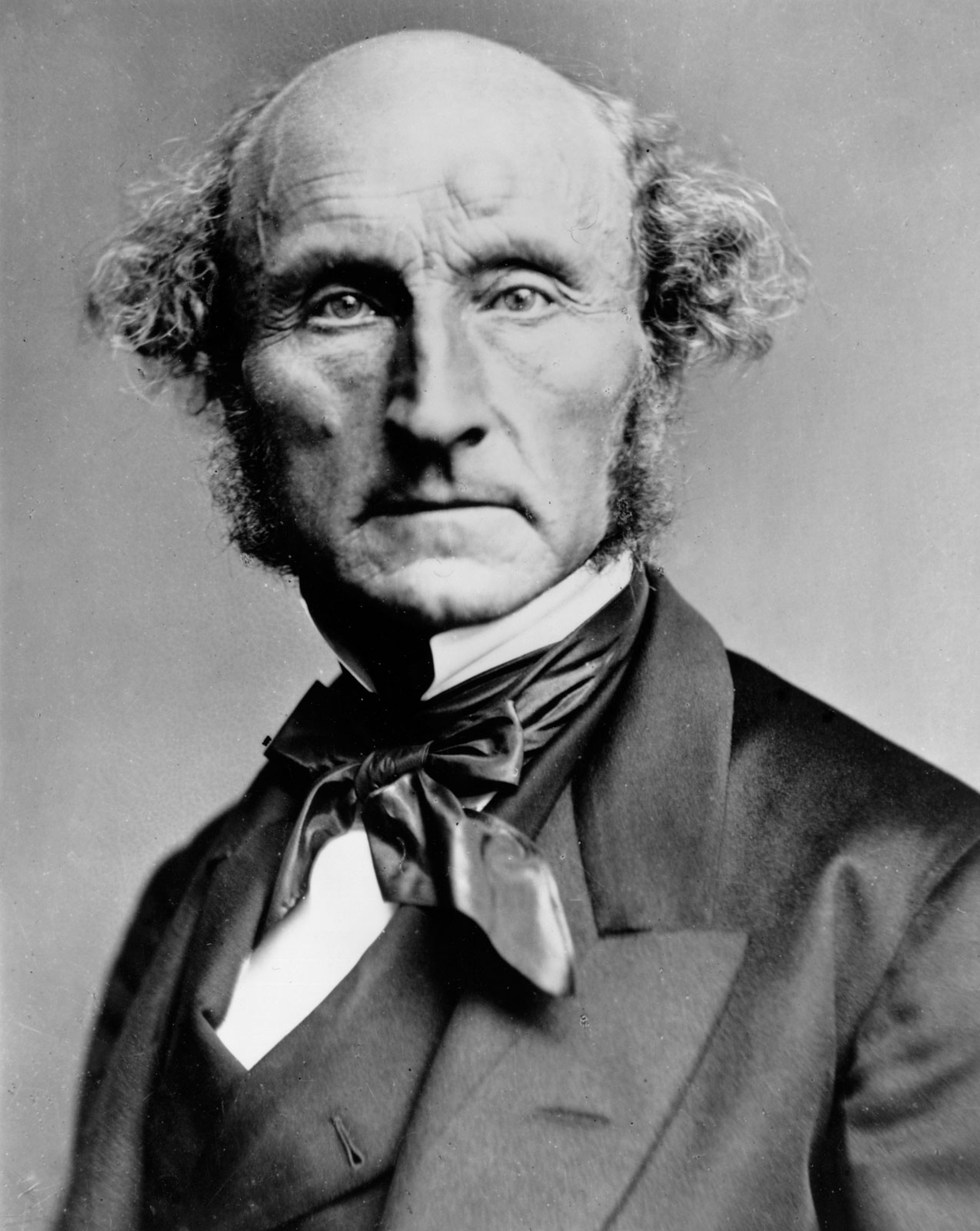
John Stuart Mill

John Stuart Mill (1806–1873) est un influent contributeur à la théorie sociale, la théorie politique et l'économie politique. Ses conceptions de la liberté justifient la liberté de l'individu en opposition au contrôle illimité de l'État.
Mill poursuit également la tradition de Bentham de faire avancer et de défendre l'utilitarisme. Le livre de Mill Utilitarisme est une défense philosophique de l'utilitarisme. L'essai paraît d'abord comme une série de trois articles publiés dans Fraser's Magazine en 1861 ; les articles sont réunis et réédités en un seul livre en 1863.

### Henry Sidgwick
Henry Sidgwick (1838–1900) qui met également l'accent sur l'éthique utilitariste, est l'un des fondateurs et le premier président de la Society for Psychical Research, est membre de la Metaphysical Society (en) et promeut l'enseignement supérieur des femmes.
The Methods of Ethics est un ouvrage traitant de l'utilitarisme écrit par Sidgwick et publié en 1874. La Stanford Encyclopedia of Philosophy indique que The Methods of Ethics « à bien des égards marquent le point culminant de la tradition utilitariste classique ». Peter Singer, philosophe utilitariste contemporain bien connu a dit que les Méthods « est tout simplement le meilleur livre jamais écrit sur l'éthique ».

### Idéalisme britannique
Dans le domaine de l'idéalisme absolu, l'idéalisme britannique est un mouvement philosophique influent en Grande-Bretagne à partir du milieu du XIXe siècle jusqu'au début du XXe siècle. Parmi ses importants représentants figurent Thomas Hill Green, Francis Herbert Bradley, Bernard Bosanquet, J. M. E. McTaggart, Harold Joachim, John Henry Muirhead et Geoffrey Reginald Gilchrist Mure. Deux philosophes, britanniques G. E. Moore et Bertrand Russell, ont d'abord été élevés dans cette tradition et ont ensuite réagi contre elle en devenant les pionniers de la philosophie analytique.

## XXesiècleet au-delà

### Philosophie analytique
La philosophie analytique est fondée sur l'empirisme traditionnel britannique, mise à jour pour tenir compte des nouveaux développements dans la logique lancés par le mathématicien allemand Gottlob Frege. Elle domine la philosophie dans le monde anglo-saxon depuis le début du XXe siècle.

#### George Edward Moore
George Edward Moore (1873–1958) est un philosophe anglais. Un des fondateurs de la tradition analytique, il emmène la « révolte britannique contre l'idéalisme » au tournant du XXe siècle avec Bertrand Russell ; Tandis que Russell est plus connu, il a déclaré que c'est en fait Moore qui « a ouvert la voie ».
Moore est de nos jours surtout connu pour sa défense du non-naturalisme moral, l'importance qu'il attache au sens commun dans la méthode philosophique et le paradoxe qui porte son nom. Il est admiré et influent parmi d'autres philosophes et aussi le Bloomsbury Group mais est (contrairement à son collègue Russell) largement inconnu aujourd'hui en dehors des cercles de philosophie académique. Les essais de Moore sont connus pour son style d'écriture clair, circonspect et pour son approche méthodique et patiente des problèmes philosophiques. Il critique la philosophie pour son manque de progrès, qu'il observe être en contraste frappant avec les progrès spectaculaires des sciences naturelles depuis la Renaissance. Il fait souvent l'éloge du raisonnement analytique de Thalès de Milet, un philosophe grec antique, pour son analyse de la signification du terme « aménagement paysager ». Moore pense que le raisonnement de Thalès est l'un des rares exemples historiques d'enquête philosophique aboutissant à des avancées concrètes. Parmi ses œuvres les plus célèbres figurent son livre Principia Ethica et ses essais, The Refutation of Idealism, A Defence of Common Sense et A Proof of the External World.
Il est président de l'Aristotelian Society (en) de 1918 à 1919.

#### Bertrand Russell
Bertrand Russell (1872–1970) emmène la « révolte britannique contre l'idéalisme » au début des années 1900 en compagnie de G. E. Moore. Influencé par Gottlob Frege, il est le mentor de Ludwig Wittgenstein. Il est largement considéré comme l'un des principaux logiciens du XXe siècle. Il est coauteur, avec Alfred North Whitehead des Principia Mathematica, tentative de dériver toutes les vérités mathématiques d'un ensemble d'axiomes utilisant les règles d'inférence en logique symbolique. Son essai De la dénotation est considéré un « paradigme de philosophie ». Les deux ouvrages ont exercé une influence considérable sur la logique, les mathématiques, la théorie des ensembles, la linguistique et la philosophie.
La théorie des descriptions (en) de Russell a eu une profonde influence en philosophie du langage et en analyses des descriptions définies. Sa théorie est exposée pour la première fois dans son essai De la dénotation publié en 1905.
Russell est un activiste anti-guerre de premier plan. Il est le champion du libre échange et de l'anti-impérialisme,. Emprisonné pour son activisme pacifiste durant la Première Guerre mondiale, il fait ensuite campagne contre Adolf Hitler, puis critique le stalinisme, le totalitarisme, attaque l'engagement des États-Unis dans la guerre du Vietnam et devient finalement un ardent défenseur du désarmement nucléaire.
En 1950, Russell est lauréat du prix Nobel de littérature, « en reconnaissance de ses écrits variés et significatifs dans lesquels il se fait le champion des idéaux humanistes et de la liberté de pensée ».

#### Alfred Jules Ayer
Sir Alfred Jules Ayer 29 octobre 1910 à Londres – 27 juin 1989 également à Londres), plus communément appelé A. J. Ayer ou 'Freddie' pour ses amis, est un philosophe analytique britannique connu pour sa promotion du positivisme logique, particulièrement dans ses livres Langage, vérité et logique (en) (1936) et The Problem of Knowledge (1956).

#### Philosophie du langage ordinaire
La philosophie du langage ordinaire est une école philosophique qui aborde les problèmes philosophiques traditionnels comme étant enracinés dans les incompréhensions que développent les philosophes en oubliant ce que signifient les mots dans leur emploi quotidien.
Cette approche implique généralement d'éviter les théories philosophiques en faveur d'une étroite attention aux détails de la langue de tous les jours. Parfois aussi appelée « philosophie d'Oxford », elle est généralement associée aux travaux d'un certain nombre de professeurs d'Oxford du milieu du XXe siècle : principalement J. L. Austin mais aussi Gilbert Ryle, H. L. A. Hart et Peter Strawson.
Il s'agit d'une école philosophique majeure entre 1930 et 1970.

### Époque contemporaine
Parmi les récents philosophes britanniques particulièrement actifs en philosophie de la religion, on recense Antony Flew, C. S. Lewis et John Hick.
R. M. Hare et Alasdair MacIntyre comptent parmi les importants philosophes de la philosophie morale et politique.
Parmi les autres personnalités récentes de la tradition analytique britannique figurent Derek Parfit, Karl Popper, Colin McGinn, Peter Strawson et Galen Strawson qui travaillent sur des champs de recherche comme la métaphysique, la philosophie de l'esprit, la logique et la philosophie du langage.